# Đội tuyển bóng đá bãi biển quốc gia Venezuela
Đội tuyển bóng đá bãi biển quốc gia Venezuela đại diện Venezuela ở các giải thi đấu bóng đá bãi biển quốc tế và được điều hành bởi FVF, cơ quan quản lý bóng đá ở Venezuela.

## Đội hình hiện tại
Tính đến tháng 8 năm 2011.
Ghi chú: Quốc kỳ chỉ đội tuyển quốc gia được xác định rõ trong điều lệ tư cách FIFA. Các cầu thủ có thể giữ hơn một quốc tịch ngoài FIFA.
| Số | VT | Quốc gia | Cầu thủ           |
| -- | -- | -------- | ----------------- |
| 1  | TM |          | César Vazquez     |
| 2  | HV |          | Gian Luca Cardone |
| 3  | TV |          | Jose Centeno      |
| 4  | HV |          | Ronald Pérez      |
| 5  | HV |          | Pablo Ferreira    |
| 6  | TV |          | Kevin Camargo     |

| Số | VT | Quốc gia | Cầu thủ            |
| -- | -- | -------- | ------------------ |
| 7  | HV |          | Edgar Quintero     |
| 8  | TV |          | Francisco Landaeta |
| 9  | TĐ |          | Marcos Monsalve    |
| 10 | TĐ |          | Pedro Romero       |
| 11 | TV |          | Carlos Longa       |
| 12 | TM |          | César Fermin       |

## Ban huấn luyện hiện tại
- Huấn luyện viên: Roberto Cavallo
- Trợ lý kỹ thuật: Luis Moreno
- Đại biểu trưởng: Rafael Almarza

## Thành tích
- Thành tích tốt nhất tại Giải vô địch bóng đá bãi biển thế giới: Hạng năm
  - 2000
- Thành tích tốt nhất tại Giải vô địch bóng đá bãi biển Nam Mỹ: Hạng ba 
  - 2011